# Tüüfel

Tüüfel am Sühudiumzug

Der Tüüfel (Teufel) ist eine Figur der Einsiedler Fasnacht. Er führt den Sühudi-Umzug vom Morgen des Güdelmontags (Rosenmontag) an. Er trägt eine schwarze Maske mit langen Hörnern. In den Händen hält er eine Mistgabel, deren Zinken zur Verhinderung von möglichen Verletzungen durch ein Stück Turpe (Heiztorf) abgedeckt sind. Bekleidet ist der Tüüfel mit einem schwarzen Überkleid und einer Schmiedeschürze. Er schleift eine zwei bis drei Meter lange Kette hinter sich her, die er um den Bauch gebunden hat. Über den Ursprung der Figur ist wenig Gesichertes bekannt.